# Puig de Sant Miquel (Campanet)
|  | Per a altres significats, vegeu «Puig de Sant Miquel». |

El Puig de Sant Miquel de Campanet, és una muntanya de 191 metres de la Serra de Tramuntana, que pertany al terme municipal de Campanet a Mallorca. Aquesta muntanya està situada al nord de les Coves de Campanet, envoltada pel Bosc de Son Puça.
A la vora, amb el mateix nom, hi podem trobar el Torrent de Sant Miquel i l'Oratori de Sant Miquel.